# Halcampidae
Halcampidae is een familie uit de orde van de zeeanemonen (Actiniaria). De familie is voor het eerst wetenschappelijk beschreven door Andres in 1923. De familie omvat 8 geslachten en 25 soorten.

## Geslachten
- Cactosoma Danielssen, 1890
- Halcampa Gosse, 1858
- Halcampaster
- Halianthella
- Kodioides
- Mena
- Neohalcampa
- Parahalcampa